# St. Anna (Schöffau)

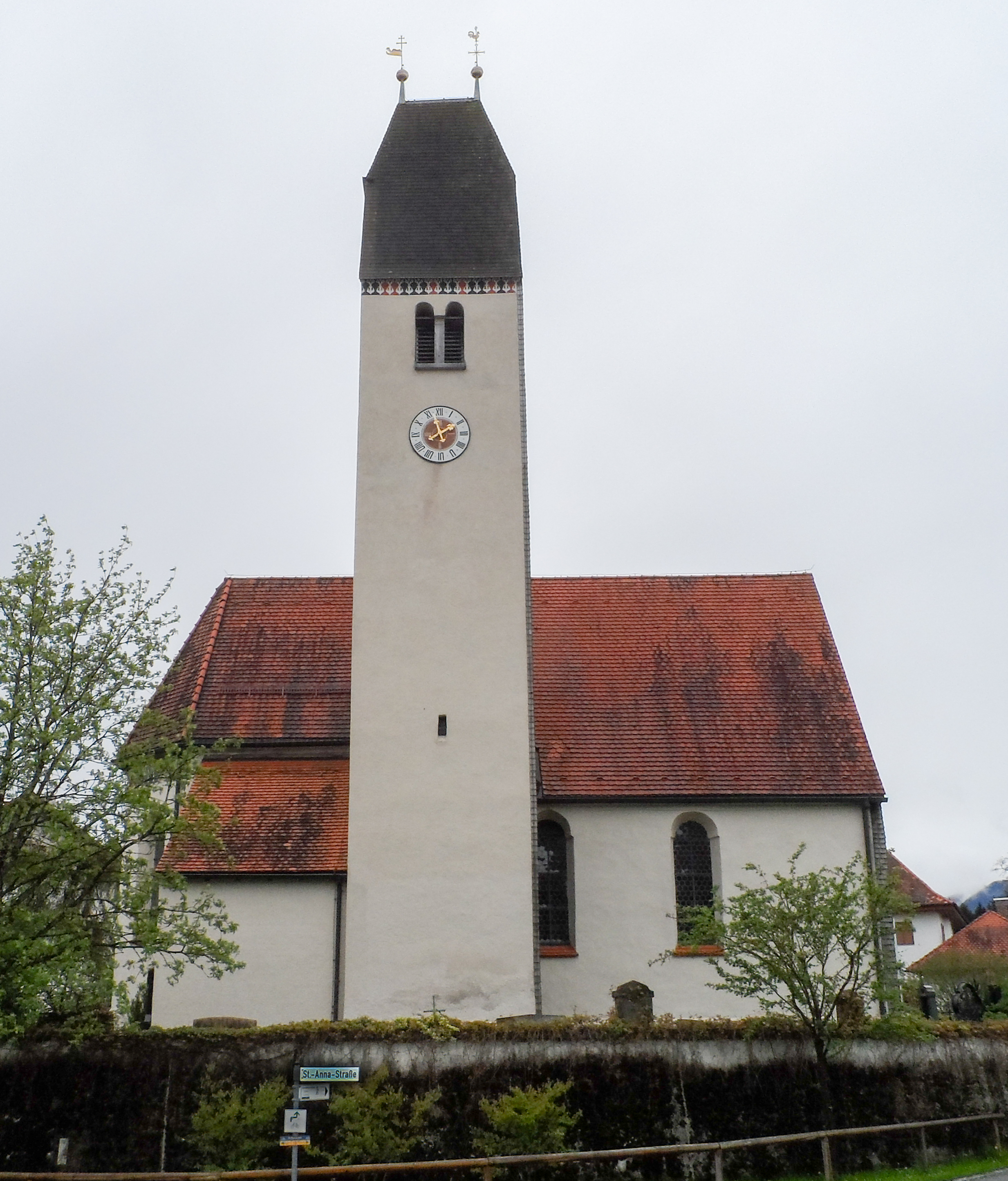
St. Anna von Norden

Die römisch-katholische Expositurkirche St. Anna steht im Uffinger Ortsteil Schöffau im oberbayerischen Landkreis Garmisch-Partenkirchen. Das denkmalgeschützte Gotteshaus gehört als Teil der Pfarrei St. Michael Seehausen zum Dekanat Benediktbeuern im Bistum Augsburg. Die Adresse lautet Kirchplatz 1.

## Geschichte
Die Einwohner von Schöffau mussten über Jahrhunderte die Kirche auf der Insel Wörth im Staffelsee aufsuchen, die 1773 abgebrochen wurde. Seit 1623 war in Schöffau ein Pfarrvikar untergebracht. 1716 erhielt der Ort einen Pfarrprovisor, später einen Expositus. Bis 1835 gehörten zum Kirchensprengel Schöffau die Orte Schöffau, Kirnberg, Schachmoos und Völlenbach, dann teilte Bischof Ignaz Albert von Riegg auch die Höfe von Höldern, Luketsried und Spindler der Kuratie Schöffau zu. 1907 folgte Kalkofen und 1952 Sallach.
Der erste schriftliche Beleg einer Schöffauer Kirche ist ein Mirakelblatt von 1517 (siehe Abschnitt Marienwunder), diese Kirche brannte 1552 teilweise ab. Der Entstehungszeitraum der heutigen Kirche St. Anna ist nicht genau bekannt, liegt aber wohl um 1621. In ihn wurden Mauerreste des abgebrannten Gotteshauses aus dem 14. /15. Jahrhundert mit einbezogen: unter anderem der gotische Grundriss des Chores, bei den dortigen Fenstern Reste von Spitzbögen, das Eingangsportal und die Gestaltung der Nordwand. Auch der Turm stammt aus dieser frühen Zeit. 1728 wurde das Gewölbe neu geschaffen, der Dachstuhl wurde 1806/1807 ersetzt. Von 1856 bis 1897 wurde der Bau renoviert und der Sakristei dabei ein zweites Stockwerk zugefügt. Die Innenausstattung wurde 1922/23 im neobarocken Stil neu geschaffen. Der Kirchturm wurde 1970 mit sechs Tonnen Zement verstärkt, da seine Schwankungen beim Läuten der Glocken zu stark waren.
Im Jahr 2007 erfolgte eine aufwändige Renovierung.

## Beschreibung und Ausstattung

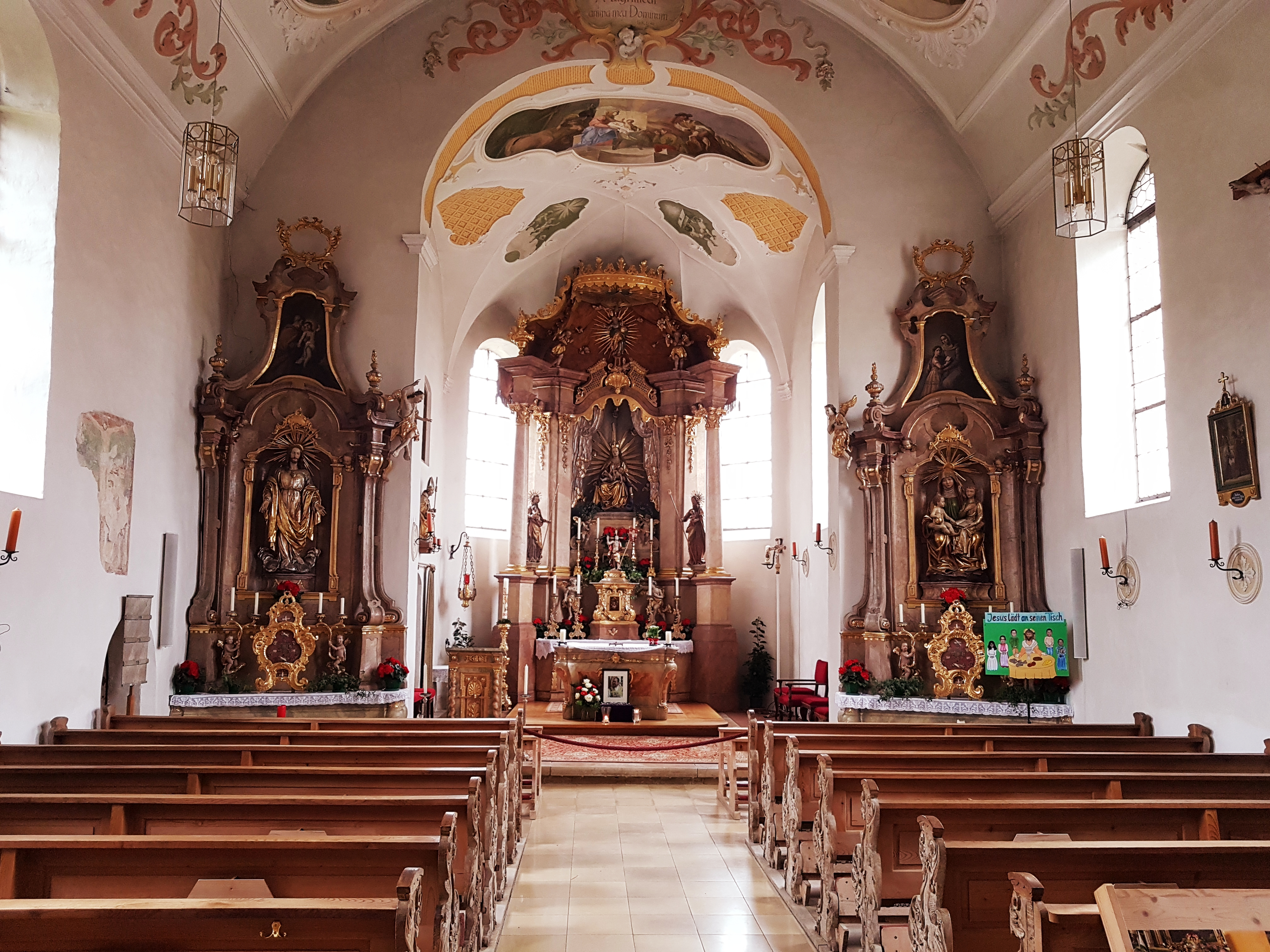
Innenansicht

An die geostete, spätgotische Saalkirche ist nördlich der, aus Ackersteinen errichtete, 25 Meter hohe Kirchturm mit Halbwalmdach angeschlossen. Der leicht erhöhte Chor ist etwas eingezogen und von einem Kreuzgewölbe aus Backsteinen bedeckt. Das einschiffige Langhaus besitzt hingegen ein hölzernes Tonnengewölbe, das direkt am Dachstuhlgebälk hängt.
Fragmente von gotischen Fresken an der Nordwand zeigen Teile der Passion, an der Südseite entdeckte man Reste gemalter Epitaphe aus dem 17. Jahrhundert. Das Deckenfresko im Langhaus in barockem Stil zeigt Mariä Aufnahme in den Himmel. Nebenbilder befassen sich mit den „freudenreichen Geheimnissen“. Anton Niedermaier, ein Schüler Franz Defreggers, malte sie 1923.
Die Figurenausstattung orientiert sich am Thema „Heilige Sippe“: Der wohl vom Uffinger Paul Zwink Mitte des 18. Jahrhunderts gefertigte Hochaltar zeigt zentral eine thronende Madonna mit Kind aus dem 16. Jahrhundert, links den heiligen Josef mit dem Jesuskind und rechts den heiligen Joachim mit Tochter Maria. Bis 1971 waren die letzteren beiden frühbarocken Vaterfiguren jedoch an den Chorwänden zu sehen, am Altar befanden sich Figuren der Heiligen Ignatius und Franz Xaver. Der Hochaltar ist gekrönt von einem Baldachin mit Gott Vater, inmitten von Putten und Engeln. Das Tabernakelbild der Emmaus-Jünger malte Hedwig Schedler-Simet aus Murnau am Staffelsee.
Ein weiteres Marienbildnis befindet sich heute dort, wo einst die Kanzel hing. Diese Holzfigur stammt noch aus dem 14. Jahrhundert. Die mittlerweile nicht mehr vorhandene Kanzel sowie die Seitenaltäre schuf der Schöffauer Kistler Anselm Bußjäger um 1800. Letztere weisen klassizistische Elemente auf, sie sind der heiligen Anna (rechts) bzw. Johannes dem Täufer (links) geweiht. Am rechten Seitenaltar befindet sich eine 1,12 Meter hohe, bemalte Holzfigur der heiligen Anna aus dem 16. Jahrhundert. Sie wurde 1910 zu einer Anna selbdritt erweitert. Der linke Altar enthält eine barocke Figur Johannes des Täufers.
Eine Kartusche am Chorbogen enthält die Anfangsworte des Lobgesangs Mariens: „Magnificat anima mea Dominum“. Die Wangen des Kirchengestühls stammen von Martin Streicher aus Tafertshofen (1780), sie blieben bei der Erneuerung des Gestühls 1966 erhalten.

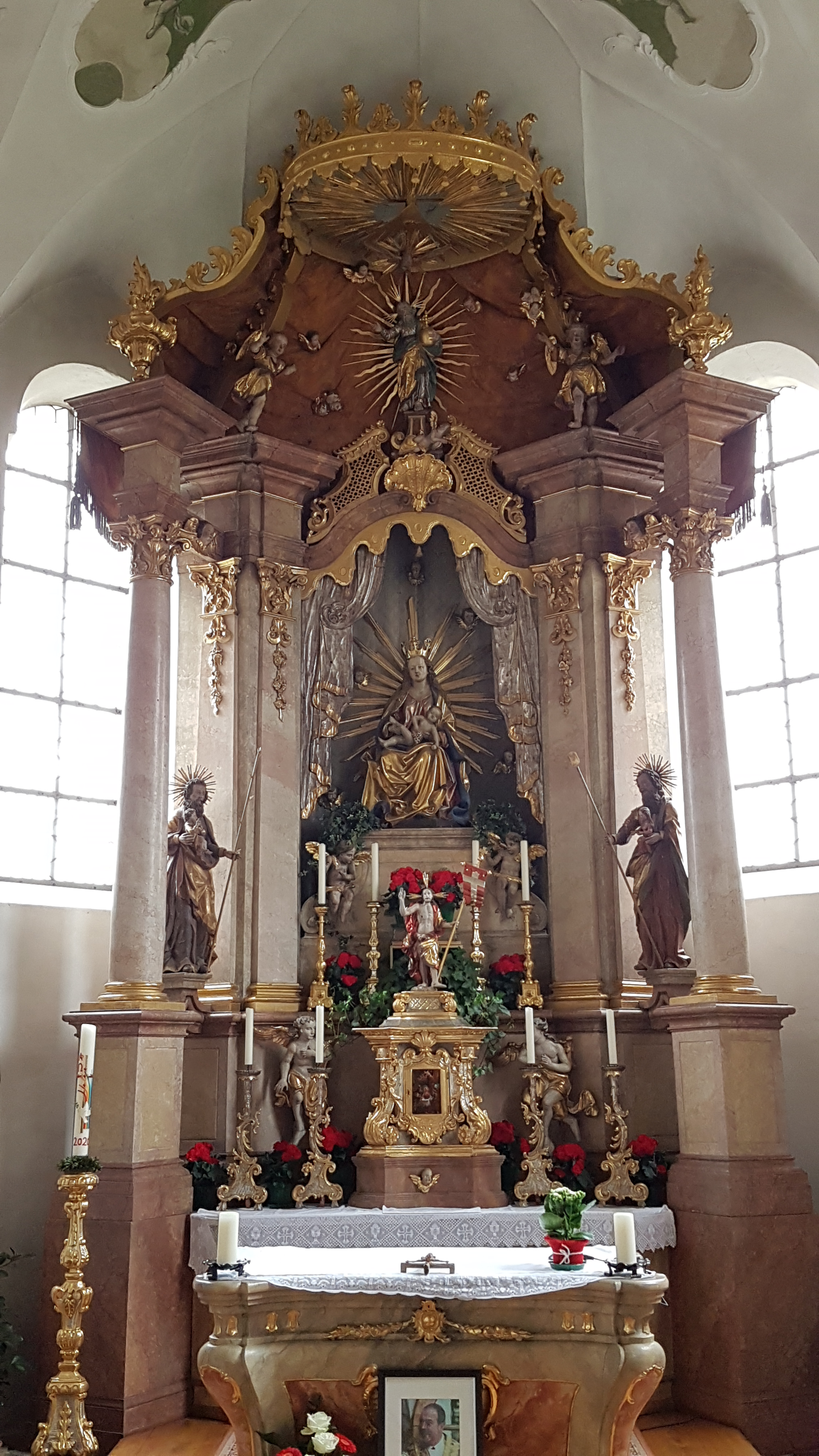
Hochaltar
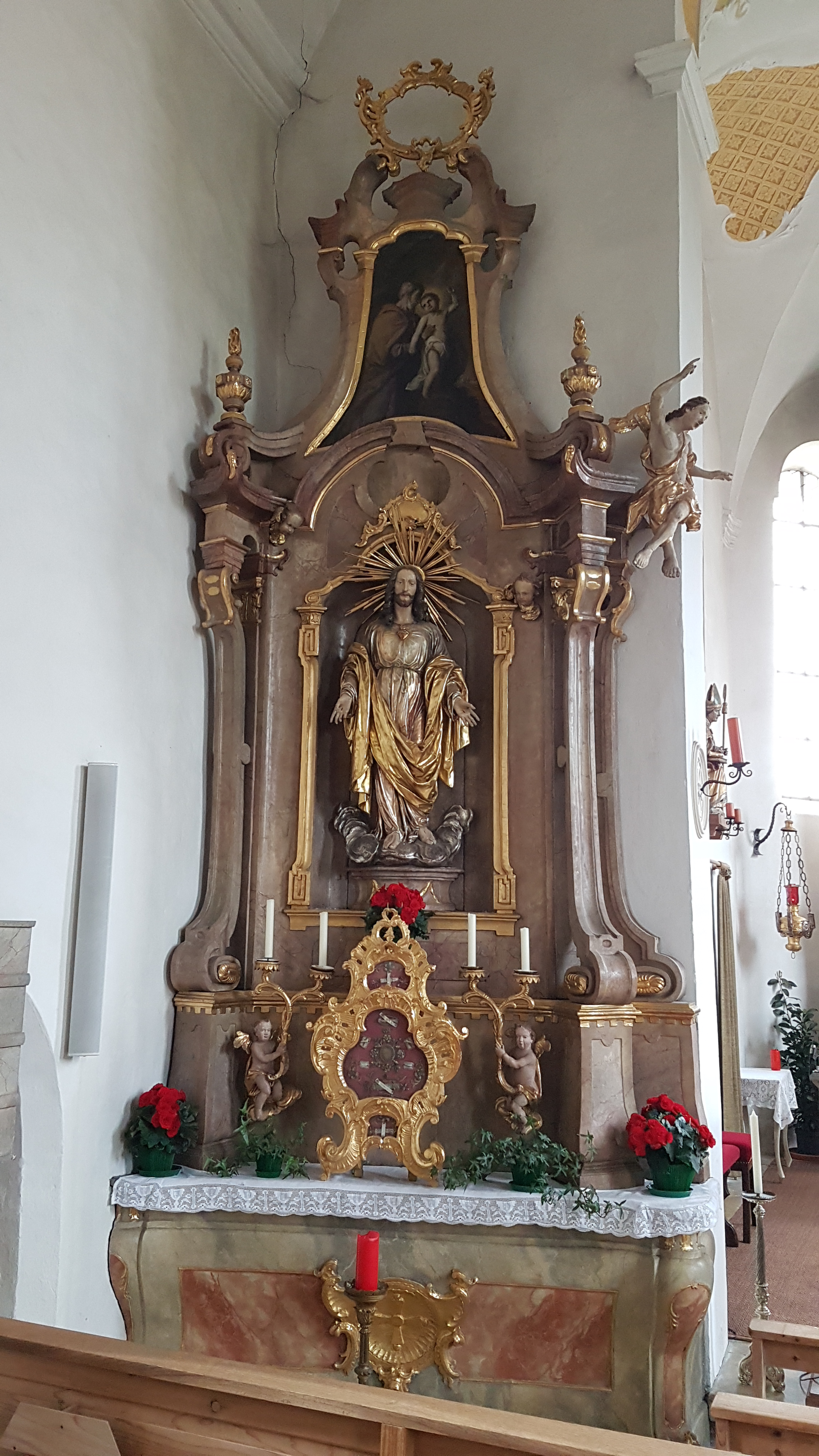
Linker Seitenaltar
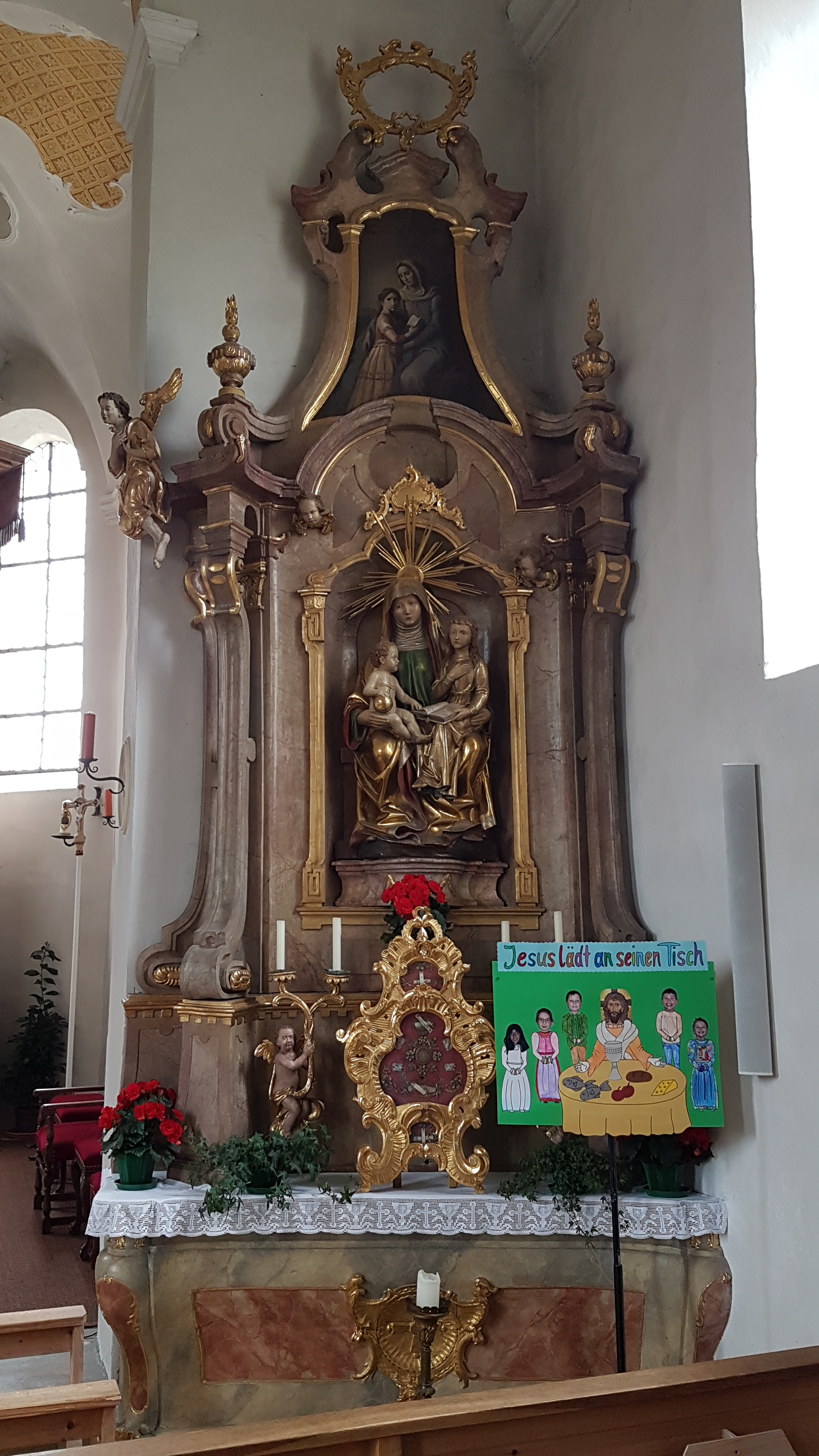
Rechter Seitenaltar
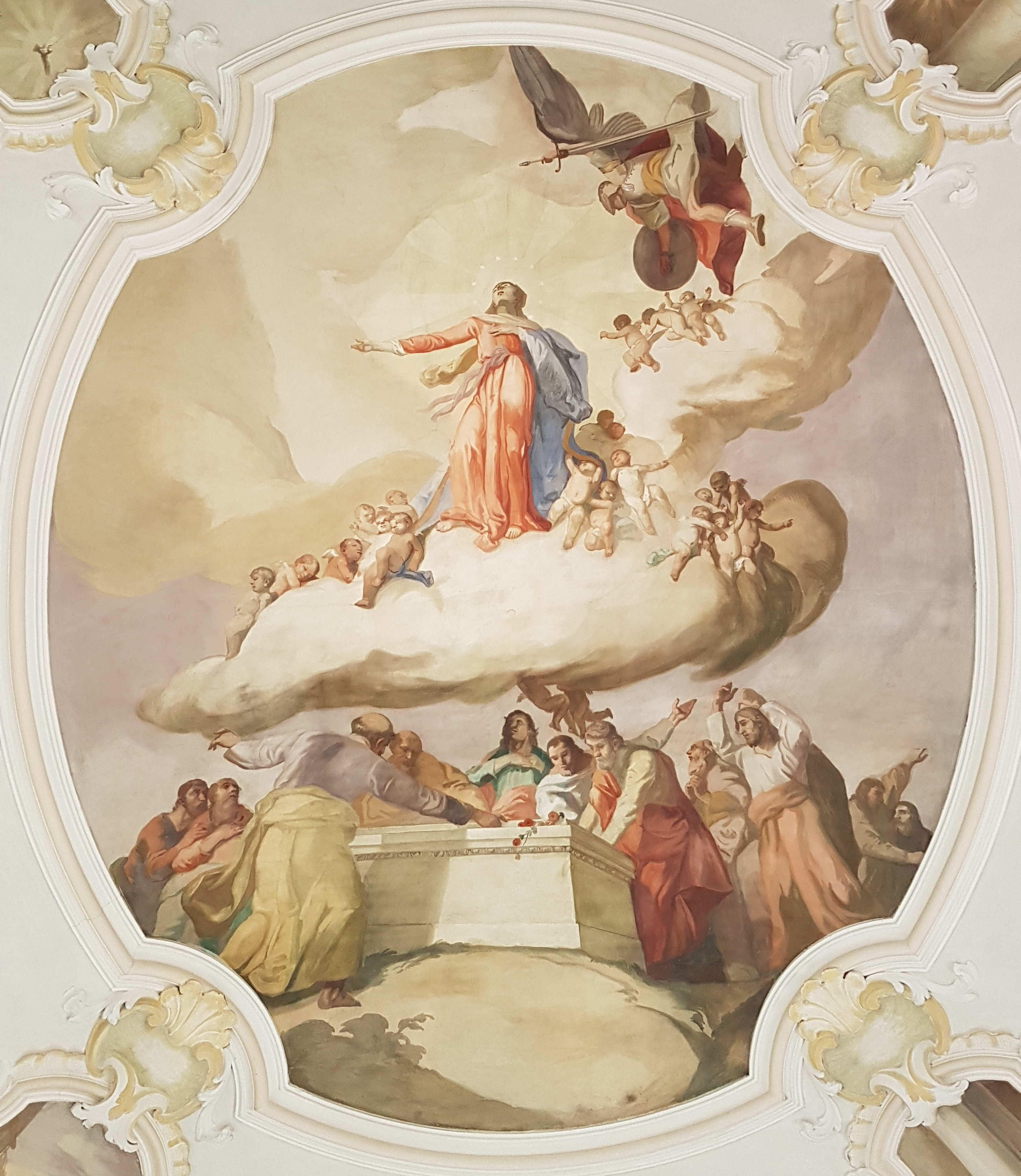
Fresko „Mariä Aufnahme in den Himmel“

Der Turm enthält heute vier Glocken. Die kleinste, die Wetterglocke, kam 1805 aus Habach nach Schöffau und ergänzte seinerzeit zwei weitere. Letztere wurde im Zweiten Weltkrieg eingeschmolzen. Als Ersatz wurden am 17. Juli 1949 drei neue gegossen.

### Orgel

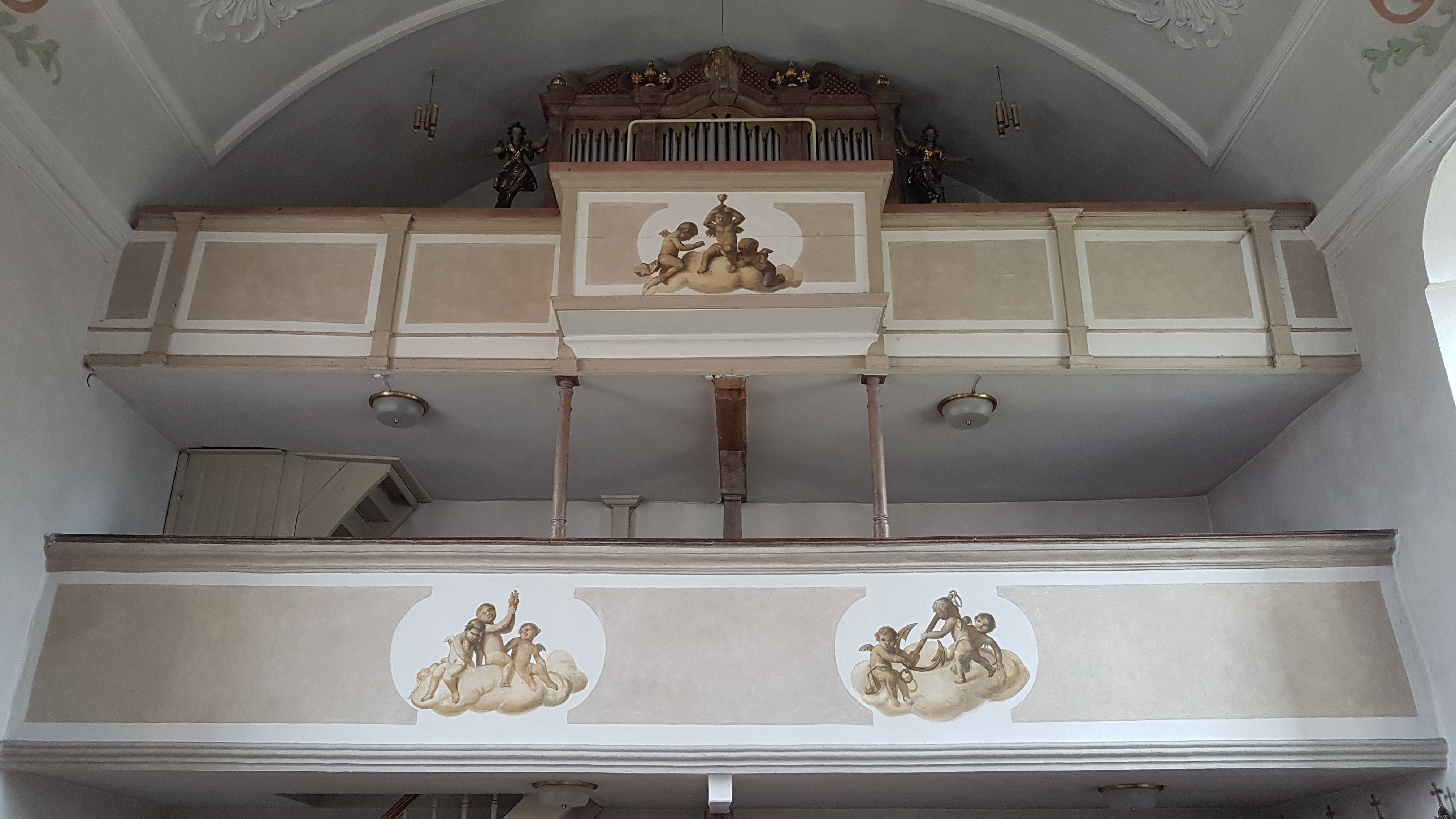
Doppelempore mit Orgel

Der Schongauer Orgelbauer Andreas Handmann baute 1821 in St. Anna eine neue Orgel mit fünf Registern. Diese kam, als man 1907/08 ein neues Instrument anschaffte, nach Bad Kohlgrub in die Rochuskapelle. Die neue Orgel baute der Münchner Orgelbauer Franz Borgias Maerz mit sieben Registern auf einem Manual und Pedal. Das Instrument mit Taschenlade und pneumatischer Spiel- und Registertraktur weist folgende Disposition auf:
| Manual         |    |
| Principal      | 8′ |
| Gedeckt        | 8′ |
| Viola di Gamba | 8′ |
| Salicional     | 8′ |
| Octave         | 4′ |
| Traversflöte   | 4′ |

| Pedal  |     |
| Subbaß | 16′ |

- Koppeln: M/P, Superoktavkoppel im Manual ausgebaut bis c4

Die Orgel wurde 1989 von Riegner & Friedrich renoviert.

## Marienwunder
Zur Madonna, die heute anstelle der Kanzel hängt, fand seit dem Mittelalter eine Wallfahrt statt. In der Bayerischen Staatsbibliothek wird ein Wallfahrtsbrief aus dem Jahr 1517 aufbewahrt, der ein Marienwunder in Schöffau beschreibt: Ein vierjähriger Bub aus Grafenaschau verschwand auf dem Heimweg vom Viehhüten und konnte nicht wiedergefunden werden. Der Vater wandte sich an die Schöffauer Madonna und gelobte eine Votivgabe. Kurz darauf war sich der Vater sicher, dass sein Sohn lebe und er sich nicht um ihn zu sorgen brauche. Drei Tage später wurde das Kind in einem Moor in der Nähe aufgefunden und antwortete auf die Frage, wer ihn ernährte: „Die Mutter und ein kleiner Bär.“ Da seine Mutter jedoch seit Tagen im Wochenbett lag, wurde das Überleben der Schöffauer Madonna zugeschrieben.
Ende des 17. Jahrhunderts ging die Wallfahrt nach Schöffau stark zurück.